# Eurométropole Tour 2015
La 75e édition de l'Eurométropole Tour a eu lieu du 30 septembre au 4 octobre 2015. La course fait partie du calendrier UCI Europe Tour 2015 en catégorie 2.1. C'est également la dixième épreuve de la Lotto Wallonia Cup 2015.

## Présentation

### Équipes
Classé en catégorie 2.1 de l'UCI Europe Tour, l'Eurométropole Tour est par conséquent ouvert aux UCI WorldTeams dans la limite de 50 % des équipes participantes, aux équipes continentales professionnelles, aux équipes continentales et aux équipes nationales.
| WorldTeams (9)- FDJ - Tinkoff-Saxo - Lotto NL-Jumbo - Lotto-Soudal - AG2R La Mondiale - BMC Racing Team - IAM Cycling - Katusha - Giant-Alpecin Équipes continentales professionnelles (7)- Topsport Vlaanderen-Baloise - Wanty-Groupe Gobert - MTN-Qhubeka - Bretagne-Séché Environnement - Roompot Oranje Peloton - Cofidis, Solutions Crédits - Southeast Équipes continentales (6)- Leopard Development - Veranclassic-Ekoï - Verandas Willems - Roubaix Lille Métropole - Vastgoedservice-Golden Palace - Wallonie-Bruxelles |
| |

### Règlement de la course

#### Primes
Les vingt prix sont attribués suivant le barème de l'UCI,.
| Position | 1er     | 2e      | 3e    | 4e    | 5e    | 6e    | 7e    | 8e    | 9e    | 10e à 20e |
| Prix     | 3 060 € | 1 548 € | 760 € | 385 € | 314 € | 225 € | 225 € | 152 € | 152 € | 76 €      |

## Étapes
Il est annoncé le 10 juin 2014 que cette 75e édition comporterait cinq étapes au lieu des quatre habituelles. La course commence le 30 septembre 2015 par un prologue de 7,8 kilomètres entre Obigies et Mont-Saint-Aubert (des sections respectives des communes de Pecq et de Tournai), disputé sous la forme d'un contre-la-montre individuel. L'arrivée est jugée au col situé dans ce deuxième village, le seul col de Wallonie picarde. Le dernier contre-la-montre individuel avait eu lieu lors de l'édition 2000 de la course qui se nommait encore Circuit franco-belge, lors de la 2e étape remportée par l'Américain Levi Leipheimer, qui se déroulait à La Gorgue en France. Louis Cousaert, président de l'organisation, rappelle également qu'une épreuve similaire entre Kain et Mont-St-Aubert avait été organisée lors de l'édition 1988, le prologue était long de cinq kilomètres. D'après des propos du président recueillis par James Odvart de directvélo, « ce changement d'orientation aura pour but de dynamiter la course. Les rushs bonifications qui ont tellement d'importance par le passé, seront moins décisifs ». Le prologue est plus tard renommé 1re étape, puis à nouveau prologue.
| Étape     | Date     | Villes étapes               | type            | Distance (km) | Vainqueur d'étape   | Leader du classement général |
| --------- | -------- | --------------------------- | --------------- | ------------- | ------------------- | ---------------------------- |
| Prologue  | 30 sept. | Obigies – Mont-Saint-Aubert | prologue        | 7,8           | Alexis Gougeard     | Alexis Gougeard              |
| 1re étape | 1 oct.   | La Louvière – Chièvres      | étape de plaine | 167,1         | Jens Debusschere    | Alexis Gougeard              |
| 2e étape  | 2 oct.   | Roubaix – Poperinge         | étape de plaine | 192,2         | Jonas Van Genechten | Alexis Gougeard              |
| 3e étape  | 3 oct.   | Blankenberge – Nieuport     | étape de plaine | 178           | Edward Theuns       | Alexis Gougeard              |
| 4e étape  | 4 oct.   | Mons – Tournai              | étape de plaine | 153,8         | Jonas Ahlstrand     | Alexis Gougeard              |

## Déroulement de la course

### Prologue
| \| Classement de l'étape \| Classement de l'étape \| Classement de l'étape \| Classement de l'étape \| Classement de l'étape \| \| Coureur \| Coureur \| Pays \| Équipe \| Temps \| \| --------------------- \| --------------------- \| --------------------- \| --------------------- \| --------------------- \| \| 1er \| Alexis Gougeard \| France \| AG2R La Mondiale \| 11 min 23 s \| |                 |        |                  |             |
| |                 |        |                  |             |
| Source : ProCyclingStats |                 |        |                  |             |
| Classement de l'étape |                 |        |                  |             |
| Coureur | Coureur         | Pays   | Équipe           | Temps       |
| 1er | Alexis Gougeard | France | AG2R La Mondiale | 11 min 23 s |

| \| Classement général \| Classement général \| Classement général \| Classement général \| Classement général \| \| Coureur \| Coureur \| Pays \| Équipe \| Temps \| \| ------------------ \| ------------------ \| ------------------ \| ------------------ \| ------------------ \| \| 1er \| Alexis Gougeard \| France \| AG2R La Mondiale \| 11 min 23 s \| |                 |        |                  |             |
| |                 |        |                  |             |
| Source : ProCyclingStats |                 |        |                  |             |
| Classement général |                 |        |                  |             |
| Coureur | Coureur         | Pays   | Équipe           | Temps       |
| 1er | Alexis Gougeard | France | AG2R La Mondiale | 11 min 23 s |

### 1reétape
| \| Classement de l'étape \| Classement de l'étape \| Classement de l'étape \| Classement de l'étape \| Classement de l'étape \| \| Coureur \| Coureur \| Pays \| Équipe \| Temps \| \| --------------------- \| --------------------- \| --------------------- \| --------------------- \| --------------------- \| \| 1er \| Jens Debusschere \| Belgique \| Lotto-Soudal \| 3 h 46 min 22 s \| |                  |          |              |                 |
| |                  |          |              |                 |
| Source : ProCyclingStats |                  |          |              |                 |
| Classement de l'étape |                  |          |              |                 |
| Coureur | Coureur          | Pays     | Équipe       | Temps           |
| 1er | Jens Debusschere | Belgique | Lotto-Soudal | 3 h 46 min 22 s |

| \| Classement général \| Classement général \| Classement général \| Classement général \| Classement général \| \| Coureur \| Coureur \| Pays \| Équipe \| Temps \| \| ------------------ \| ------------------ \| ------------------ \| ------------------ \| ------------------ \| \| 1er \| Alexis Gougeard \| France \| AG2R La Mondiale \| 3 h 57 min 45 s \| |                 |        |                  |                 |
| |                 |        |                  |                 |
| Source : ProCyclingStats |                 |        |                  |                 |
| Classement général |                 |        |                  |                 |
| Coureur | Coureur         | Pays   | Équipe           | Temps           |
| 1er | Alexis Gougeard | France | AG2R La Mondiale | 3 h 57 min 45 s |

### 2eétape
| \| Classement de l'étape \| Classement de l'étape \| Classement de l'étape \| Classement de l'étape \| Classement de l'étape \| \| Coureur \| Coureur \| Pays \| Équipe \| Temps \| \| --------------------- \| --------------------- \| --------------------- \| --------------------- \| --------------------- \| \| 1er \| Jonas Van Genechten \| Belgique \| IAM Cycling \| 4 h 26 min 51 s \| |                     |          |             |                 |
| |                     |          |             |                 |
| Source : ProCyclingStats |                     |          |             |                 |
| Classement de l'étape |                     |          |             |                 |
| Coureur | Coureur             | Pays     | Équipe      | Temps           |
| 1er | Jonas Van Genechten | Belgique | IAM Cycling | 4 h 26 min 51 s |

| \| Classement général \| Classement général \| Classement général \| Classement général \| Classement général \| \| Coureur \| Coureur \| Pays \| Équipe \| Temps \| \| ------------------ \| ------------------ \| ------------------ \| ------------------ \| ------------------ \| \| 1er \| Alexis Gougeard \| France \| AG2R La Mondiale \| 8 h 24 min 36 s \| |                 |        |                  |                 |
| |                 |        |                  |                 |
| Source : ProCyclingStats |                 |        |                  |                 |
| Classement général |                 |        |                  |                 |
| Coureur | Coureur         | Pays   | Équipe           | Temps           |
| 1er | Alexis Gougeard | France | AG2R La Mondiale | 8 h 24 min 36 s |

### 3eétape
| \| Classement de l'étape \| Classement de l'étape \| Classement de l'étape \| Classement de l'étape \| Classement de l'étape \| \| Coureur \| Coureur \| Pays \| Équipe \| Temps \| \| --------------------- \| --------------------- \| --------------------- \| --------------------------- \| --------------------- \| \| 1er \| Edward Theuns \| Belgique \| Topsport Vlaanderen-Baloise \| 3 h 44 min 28 s \| |               |          |                             |                 |
| |               |          |                             |                 |
| Source : ProCyclingStats |               |          |                             |                 |
| Classement de l'étape |               |          |                             |                 |
| Coureur | Coureur       | Pays     | Équipe                      | Temps           |
| 1er | Edward Theuns | Belgique | Topsport Vlaanderen-Baloise | 3 h 44 min 28 s |

| \| Classement général \| Classement général \| Classement général \| Classement général \| Classement général \| \| Coureur \| Coureur \| Pays \| Équipe \| Temps \| \| ------------------ \| ------------------ \| ------------------ \| ------------------ \| ------------------ \| \| 1er \| Alexis Gougeard \| France \| AG2R La Mondiale \| 12 h 09 min 04 s \| |                 |        |                  |                  |
| |                 |        |                  |                  |
| Source : ProCyclingStats |                 |        |                  |                  |
| Classement général |                 |        |                  |                  |
| Coureur | Coureur         | Pays   | Équipe           | Temps            |
| 1er | Alexis Gougeard | France | AG2R La Mondiale | 12 h 09 min 04 s |

### 4eétape
| \| Classement de l'étape \| Classement de l'étape \| Classement de l'étape \| Classement de l'étape \| Classement de l'étape \| \| Coureur \| Coureur \| Pays \| Équipe \| Temps \| \| --------------------- \| --------------------- \| --------------------- \| -------------------------- \| --------------------- \| \| 1er \| Jonas Ahlstrand \| Suède \| Cofidis, Solutions Crédits \| 3 h 22 min 19 s \| |                 |       |                            |                 |
| |                 |       |                            |                 |
| Source : ProCyclingStats |                 |       |                            |                 |
| Classement de l'étape |                 |       |                            |                 |
| Coureur | Coureur         | Pays  | Équipe                     | Temps           |
| 1er | Jonas Ahlstrand | Suède | Cofidis, Solutions Crédits | 3 h 22 min 19 s |

## Classements finals

### Classement général final
| \| Classement général \| Classement général \| Classement général \| Classement général \| Classement général \| \| Coureur \| Coureur \| Pays \| Équipe \| Temps \| \| ------------------ \| ------------------ \| ------------------ \| ------------------ \| ------------------ \| \| 1er \| Alexis Gougeard \| France \| AG2R La Mondiale \| 15 h 31 min 19 s \| |                 |        |                  |                  |
| |                 |        |                  |                  |
| Sources : ProCyclingStats Cycling Quotient Cycling Archives |                 |        |                  |                  |
| Classement général |                 |        |                  |                  |
| Coureur | Coureur         | Pays   | Équipe           | Temps            |
| 1er | Alexis Gougeard | France | AG2R La Mondiale | 15 h 31 min 19 s |

### Classements annexes

#### Classement par points
| Classement par points | Classement par points           | Classement par points | Classement par points | Classement par points |
| --------------------- | ------------------------------- | --------------------- | --------------------- | --------------------- |
|                       | Coureur                         | Pays                  | Équipe                | Point(s)              |
| 1er                   | Leader du classement par points | '                     | '                     |                       |
| modifier              |                                 |                       |                       |                       |

#### Classement du meilleur grimpeur
| Classement du meilleur grimpeur | Classement du meilleur grimpeur           | Classement du meilleur grimpeur | Classement du meilleur grimpeur | Classement du meilleur grimpeur |
| ------------------------------- | ----------------------------------------- | ------------------------------- | ------------------------------- | ------------------------------- |
|                                 | Coureur                                   | Pays                            | Équipe                          | Point(s)                        |
| 1er                             | Leader du classement du meilleur grimpeur | '                               | '                               |                                 |
| modifier                        |                                           |                                 |                                 |                                 |

#### Classement du meilleur jeune
| Classement du meilleur jeune | Classement du meilleur jeune           | Classement du meilleur jeune | Classement du meilleur jeune | Classement du meilleur jeune |
|                              | Coureur                                | Pays                         | Équipe                       | Temps                        |
| ---------------------------- | -------------------------------------- | ---------------------------- | ---------------------------- | ---------------------------- |
| 1er                          | Leader du classement du meilleur jeune | '                            | '                            |                              |
| modifier                     |                                        |                              |                              |                              |

#### Classement par équipes
| Classement par équipes | Classement par équipes | Classement par équipes | Classement par équipes |
|                        | Équipe                 | Pays                   | Temps                  |
| ---------------------- | ---------------------- | ---------------------- | ---------------------- |
| modifier               |                        |                        |                        |

### UCI Europe Tour
Cet Eurométropole Tour attribue des points pour l'UCI Europe Tour 2015, par équipes seulement aux coureurs des équipes continentales professionnelles et continentales, individuellement à tous les coureurs sauf ceux faisant partie d'une équipe ayant un label WorldTeam.
| Position,          | 1er | 2e | 3e | 4e | 5e | 6e | 7e | 8e | 9e | 10e | 11e | 12e |
| Classement général | 80  | 56 | 32 | 24 | 20 | 16 | 12 | 8  | 7  | 6   | 5   | 3   |
| Par étape          | 16  | 11 | 6  | 5  | 4  | 2  |    |    |    |     |     |     |
| Leader, par étape  | 8   |    |    |    |    |    |    |    |    |     |     |     |